# Surrogates
Para la serie de televisión, véase Los sustitutos (serie de televisión).
Surrogates (Los sustitutos en España e Identidad sustituta en Hispanoamérica) es una película de acción y ciencia ficción estrenada el 25 de septiembre de 2009 producida por Touchstone Pictures, adaptación del cómic original guionizado por Robert Venditti y dibujado por Brett Weldele. La cinta pertenece al subgénero de la ciencia ficción cyberpunk y postcyberpunk.

## Sinopsis
El año 2017 es la época de la tecnología biocibernética, donde la gente vive sus vidas por control remoto desde la seguridad de sus casas a través de robots sustitutos.
Los sustitutos son representaciones mecánicas de ellos mismos pero ideales, jóvenes, más atractivos y físicamente perfectos. El creador de los sustitutos, Canter, es un genio de la biocibernética, acabado y arruinado moralmente desde la muerte de su hijo, al que asesinaron mientras usaba un sustituto del padre, creyendo que era él y no su hijo quien usaba el sustituto. Había creado la superempresa VSI, hegemónica en la producción de sustitutos perfectos; no obstante, dada su situación, había sido despedido de ella y el Estado, en conjunto con la policía, se había hecho cargo de ella para garantizar la continuación del nuevo estilo de vida.
Los humanos solo tenían que levantarse, alimentarse, hacer su vida casera y luego acostarse en el sillón de control, colocarse la interfaz de control, y el sustituto, ya cargado de energía, se activaba y tenía las vivencias diarias por ellos: trabajan, flirtean, salen y se divierten, hacen una vida normal, idealista en felicidad y plena en sensaciones, mientras sus dueños envejecen en sus poltronas de comando.
Es un mundo ideal donde el crimen, el dolor, el miedo y las consecuencias no existen. En esta utopía se produce el primer asesinato en años cuando un humano elimina a un sustituto prominente mediante una máquina de rayos que descarga un virus que no sólo destruye al sustituto sino que hace que su dueño fallezca con el cerebro licuado en la cama de interfaz, un efecto secundario no esperado por los militares que crearon el arma. Este homicidio afecta nada menos que al hijo único del expresidente de VSI, Canter, y el agente Greer (Bruce Willis) del FBI descubre una conspiración fatal para los dueños de sustitutos, ya que detrás de un sustituto está nada menos que su esposa.
Se ve obligado a sacrificar el suyo, arriesgando su vida para develar el misterio que subyace en un profeta de un apartheid de humanos pobres que se niegan a usar sustitutos.

## Reparto
| Actor            | Personaje                | Notas                                              |
| ---------------- | ------------------------ | -------------------------------------------------- |
| Bruce Willis     | Tom Greer                |                                                    |
| Radha Mitchell   | Jennifer Peters          |                                                    |
| Rosamund Pike    | Maggie Greer.            |                                                    |
| Jack Noseworthy  | Miles Strickland         | Hombre contratado para matar al Dr. Lionel Canter. |
| James Cromwell   | Dr. Lionel Canter        |                                                    |
| Ving Rhames      | Profeta.                 |                                                    |
| Boris Kodjoe     | Andrew Stone.            |                                                    |
| James Ginty      | Sustituto del Dr. Canter |                                                    |
| Trevor Donovan   | Sustituto de Tom Greer   |                                                    |
| Michael Cudlitz  | Coronel Brendon          |                                                    |
| Devin Ratray     | Bobby Saunders           |                                                    |
| Helena Mattsson  | JJ                       |                                                    |
| Shane Dzicek     | Jarod Canter             |                                                    |
| Cody Christian   | Sustituto de Canter Boy  |                                                    |
| Hiroshi Ishiguro | Él mismo                 | Cameo                                              |
| Takeo Kanade     | Él mismo                 | Cameo                                              |
| Ella Thomas      | Lisa                     |                                                    |

## Música
Toda la música es compuesta por Richard Marvin.
| Pista | Título                              | Duración |
| ----- | ----------------------------------- | -------- |
| 1     | "Pix Title Sequence"                | 3:14     |
| 2     | "Drive To Club"                     | 1:39     |
| 3     | "Cam's Apartment/Greer's Apartment" | 4:06     |
| 4     | "Warrant Received/Foot Chase"       | 6:20     |
| 5     | "Urine Abomination"                 | 0:57     |
| 6     | "Prophet Lies/Greer Rides"          | 1:29     |
| 7     | "I Want You"                        | 2:03     |
| 8     | "Operation Prophet"                 | 1:49     |
| 9     | "Stone's Headache"                  | 3:01     |
| 10    | "T-Bone/Stone Zapped"               | 5:41     |
| 11    | "Shift Enter"                       | 5:26     |
| 12    | "Aftermath"                         | 5:21     |
|       | Duración total:                     | 41:06    |